# 22-й механизированный корпус
22-й механизированный корпус — формирование вооружённых сил СССР в период Великой Отечественной войны.

## История. 1-е формирование
22-й механизированный корпус РККА (в/ч 8127) входил в состав 5-й армии Киевского Особого военного округа (далее КОВО) (с 22.06.1941 Юго-Западного фронта).
22-й механизированный корпус начал формироваться в марте 1941 года в Киевском особом военном округе. В состав корпуса вошла 19-я танковая дивизия, сформированная зимой 1940 г. и находившаяся в 9-м мехкорпусе. Состояние дивизии оставляло желать лучшего. Формировалась она с нуля. Боевая подготовка из-за проблем с размещением началась только в феврале 1941 г. Из-за отсутствия матчасти и командного состава танковые полки и отдельные части были небоеготовыми. Ко всему в дивизии 31 % нерусских национальностей, 60 % которых не понимало русского языка.
41-я танковая дивизия формировалась на основе 36-й и 38-й танковых бригад КОВО. Из первой был сформирован 82-й танковый полк, из второй — 81-й танковый полк. 41-й мотострелковый полк создавался заново. Личный состав и техника для него начали поступать в начале мая. В зенитно-артиллерийском дивизионе было три батареи личного состава, но только одна имела четыре 37-мм зенитные пушки.
215-я моторизованная дивизия сформирована на базе 15-й мотострелковой бригады, передислоцированной из Львова.
С 22 июня 1941 года корпус участвовал в Великой Отечественной войне 1941—1945 годов советского народа против захватчиков гитлеровской Германии и её союзников. 22 июня 1941 года 5-я армия в составе которой был корпус вошла в состав Юго-Западного фронта.

## Боевой путь
1941 год
22 июня
21.15
Народный комиссар обороны СССР Маршал Советского Союза С. К. Тимошенко приказал командующему войсками фронта генерал-полковнику М. П. Кирпоносу силами 5-й и 6-й армий нанести удары на г. Люблин (оккупированная Германией Польша) и уничтожить противника.
Для уничтожения войск противника, вторгшихся на территорию СССР на этом направлении командующий Юго-Западным фронтом решил создать ударные группировки: северную ударную группировку — 22-й, 9-й, 19-й механизированные корпуса и 31-й стрелковый корпус — в районе г. Луцка; южную ударную группировку — 4, 8, 15-й механизированные корпуса и 37-й стрелковый корпус — в районе г. Броды. На первом этап операции группировки войск должны были нанести удары на м. Сокаль.
По замыслу командующего 5-я и 6-я армии должны были остановить продвижение противника и обеспечить развёртывание ударных группировок на своих рубежах. 36-й стрелковый корпус должен был выйти на рубеж г. Дубно — г. Кременец и прикрыть житомирское направление, а 37-й стрелковый корпус выйти юго-западнее г. Кременца, прикрыв тернопольское направление. В г. Тарнополе находился командный пункт Юго-Западного фронта.
19-я танковая дивизия генерал-майора Семенченко (163 танка, в основном Т-26) попыталась остановить наступление немецкой 14-й танковой дивизии 3-го моторизованного корпуса 1-й танковой группы. Во второй половине 24 июня начался танковый бой, под Войницей (Александровкой) немцам удалось фактически уничтожить советскую дивизию, было уничтожено 156 танков Т-26. По состоянию на 6.00 26 июня 19-я танковая дивизия имела всего 4 танка, 14 орудий и 2 батальона мотопехоты.

## Командование корпуса

### Командиры
- генерал-майор Кондрусев, Семён Михайлович (11.03-24.06.1941);
- генерал-майор танковых войск Тамручи, Владимир Степанович (25.06-28.07.1941);
- генерал-майор Символоков, Виталий Николаевич (29.07-03.09.1941).

### Начальники штаба
- генерал-майор танковых войск Тамручи, Владимир Степанович;
- полковник Фаустов (врид).

### Заместитель по политической части
- бригадный комиссар Синицын, Александр Петрович (20.03.1941-01.07.1941);
- полковой комиссар Липодаев, Иван Алексеевич (01.07.1941-03.09.1941).

### Заместитель начальника отдела политпропаганды
- старший батальонный комиссар Элькин, Матвей Михайлович (01.07.1941-08.09.1941).

### Начальник оперативного отдела
- майор Коротков, Виктор Васильевич (12.6.1941—7.9.1941).

### Начальник разведывательного отдела
- капитан Ищенко Иван Фёдорович (пропал без вести 24.06.1941).

### Начальник строевого отдела
- Корецкий, Василий Игнатьевич.

## Состав
Штаб корпуса — г. Ровно
- 19-я танковая дивизия -в/ч 2479 г. Ровно (генерал-майор танковых войск Семенченко Кузьма Александрович)
  - 37-й танковый полк -в/ч 2498 (подполковник Бибик Болеслав Геронимович попал в плен 24.06.1941)
  - 38-й танковый полк -в/ч 2500 (подполковник Самсонов Иван Фёдорович погиб 24.06.1941)
  - 19-й мотострелковый полк -в/ч 2496 (подполковник Соколин Владимир Васильевич тяжело ранен 24.06.1941, позднее скончался)
  - 19-й гаубичный артиллерийский полк -в/ч 2503 (майор Кутарев, нач штаба майор Петухов)
- 41-я танковая дивизия -в/ч 1702 г. Владимир-Волынск (полковник Павлов Пётр Петрович)
  - 81-й танковый полк -в/ч 1745 (майор Королев Василий Георгиевич)
  - 82-й танковый полк -в/ч 1804 (майор Суин Александр Степанович умер от ран 28.04.1942)
  - 41-й мотострелковый полк -в/ч 1739 в 40 км от г. Ковеля в местечке Любомль (майор Музырь Филипп Петрович, майор Стародубцев Сергей Васильевич (на 09.1941 г.)
  - 41-й гаубичный артиллерийский полк -в/ч 1816 (майор Хижин Николай Сергеевич)
- 215-я моторизованная дивизия -в/ч 2806 г. Ровно (полковник Барабанов Павлин Андреевич)
  - 707-й мотострелковый полк -в/ч 2811 (подполковник Микиртичев Варткес Амеякович погиб 02.07.1941)
  - 711-й мотострелковый полк -в/ч 2817 (полковник Сладков Алексей Иванович погиб 30.07.1941)
  - 133-й танковый полк -в/ч 2866 (полковник Загудаев Николай Александрович погиб 03.07.1941)
  - 657-й артиллерийский полк -в/ч 2842
- 23-й мотоциклетный полк -в/ч 2831 (подполковник Кобзарь Иван Гаврилович)

Заместитель по политической части — старший политрук Хуторянский.
Начальник штаба — капитан Беличев.
- 549-й отдельный батальон связи -в/ч 2825
- 89-й отдельный мотоинженерный батальон -в/ч 2829
- 122-я отдельная корпусная авиаэскадрилья -в/ч 5346

## Численность
Численность личного состава на 22.06.1941 г. составляла 24 087 человек (что составляло 67 % от штатной численности).
Состав на 22 июня 1941 года (по списку) ЦАМО РФ
| Соединение                   | КВ-2 | БТ-2 | БТ-5 | БТ-7 | БТ-7 арт | Т-26    | ХТ  | Т-37 | Всего  | Т-26 тяг | БА-20 | БА-10 | Всего |
| ---------------------------- | ---- | ---- | ---- | ---- | -------- | ------- | --- | ---- | ------ | -------- | ----- | ----- | ----- |
| Управление                   |      |      |      | 6    |          |         |     |      | 6      | 6        |       |       | 2     |
| 19-я танковая дивизия        |      | 5/5  | 17   | 12   |          | 147     | 7   |      | 188/5  |          |       | 58    | 58    |
| 41-я танковая дивизия*       | 31   |      |      |      |          | 317*/41 | 41* |      | 389/41 | 17       |       |       | 15    |
| 215-я моторизованная дивизия |      |      |      | 125  | 2        |         |     | 2    | 129    |          |       |       | 7     |
| Всего                        | 31   | 5/5  | 17   | 143  | 2        | 464/41  | 48  | 2    | 712/46 | 23       | 12    | 70    | 82    |

*Включен 152-й отдельный танковый батальон (телетанковый) с 26 ТУ-26 и 26 ТТ-26
Артиллерийский состав на 22.06.1941:
| Соединение                   | 76-мм. пушка | 37-мм. МЗА | 152-мм. гаубицы | 122-мм. гаубицы | 82-мм. миномёты | 50-мм. миномёты |
| ---------------------------- | ------------ | ---------- | --------------- | --------------- | --------------- | --------------- |
| 19-я танковая дивизия        | 4            | 4          | 12              | 12              | 18              | 27              |
| 41-я танковая дивизия        | 4            | 4          | 4               | 12              | 18              | 27              |
| 215-я моторизованная дивизия | 8            | 4          |                 | 24              | 12              | 60              |

Автотранспортный состав на 22.06.1941:
| Соединение                   | Автомобили | Трактора | Мотоциклы |
| ---------------------------- | ---------- | -------- | --------- |
| 19-я танковая дивизия        | 295        | 52       | 10        |
| 41-я танковая дивизия        | 682        | 15       |           |
| 215-я моторизованная дивизия | 405        | 62       |           |

Количество автотранспорта в корпусе:
- Автомобилей — 1226:
  - Легковых автомобилей — 50;
  - Грузовых автомобилей ЗИС, ГАЗ — 791;
  - Автоцистерн — 94;
  - Автомастерских — 42;
  - Автобусов — 31, из них штабных — 6, санитарных — 17.
- Тракторов — 114;
- Мотоциклов — 47.

На 07.07.1941 в корпусе было в наличии 340 танков, на 15.07.1941 уже только 30 танков из них 2 БТ и 28 Т-26 и 17 БА, на 01.08.1941 осталось 5 танков.
Причины потерь в танках:
- Передано в другие части во время боевых действий 10 танков;
- Безвозвратные потери 576 танков, из них 22 танка КВ, 165 танков серии БТ, 389 танков серии Т-26.

## Документы
- Описание боевых действий 41-й танковой дивизии Юго-Западного фронта за период с 22 по 29 июня 1941 г. — ЦАМО СССР, Ф. 229. Оп. 157. Д. 712. Л. 443—444
- Доклад командира 41-й танковой дивизии помощнику командующего Юго-Западным фронтом по танковым войскам от 25 июля 1941 г. о боевых действиях 41-й танковой дивизии с 22 июня по 11 июля 1941 г. Сборник боевых документов Великой Отечественной войны. Выпуск 33. Документ 73 — ЦАМО СССР, Ф. 229, оп. 3780сс, д. 1, лл. 235—240
- Доклад командующего войсками Юго-Западного фронта начальнику Генерального штаба Красной Армии от 7 июля 1941 г. о положении механизированных корпусов фронта. ЦАМО РФ. Ф. 229, оп. 3780сс, д. 1, л. 34. Машинописная копия. См. «Документы».
- ЦАМО, ф. 3035, оп. 1, д. 4, л. 14.
- ЦАМО, ф. 38, оп. 11360, д. 2.
- ЦАМО, ф. 38, оп. 11373, д. 67.
- ЦАМО, ф. 38, оп. 11353, д. 896.